# مقیاس کینزی

مقیاس کینزی بر روی نمودار

مقیاس کینزی (به انگلیسی: Kinsey Scale) یا مقیاس همجنس‌گرا - دگرجنس‌گرا در سال ۱۹۴۸ توسط آلفرد کینزی، واردل پومروی و کلاید مارتین ابداع شد و درکتابی به نام رفتار جنسی در مردان (در سال ۱۹۴۸) و رفتار جنسی در زنان (در سال ۱۹۵۳) منتشر شد این دو کتاب همچنین با نام گزارش کینزی نیز شناخته می‌شوند. دکتر آلفرد کینزی هفت شاخص برای رفتار جنسی مطرح نموده‌است. در این مقیاس از اعداد یک تا شش استفاده شده‌است که عدد صفر نشان‌دهنده این است که فرد منحصراً دگرجنسگرا است و عدد شش نشان‌دهنده این است که فرد منحصراً همجنسگرا است و اعداد یک تا پنج نیز با شدت‌های مختلف بیانگر این است که فرد دوجنسگرا است.

## نگاه کلی
کینزی و تیم تحقیقاتی وی در طی مصاحبه با افراد مختلف دریافتند که افکار و کشش نسبت به جنس مخالف همیشه یکسان نیست. عده زیادی از این افراد بیان کردند که تنها دگرجنس‌گرا هستند و عده‌ای دیگر نیز بیان کردند تنها همجنس‌گرا هستند ولی عده‌ای نیز وجود داشتند که خود را همجنس‌گرا و دگرجنس‌گرا می‌دانستند ولی با نسبت‌های مختلف
دکتر کینزی در کتاب رفتار جنسی در مردان در می‌گوید:
مردان را نمی‌توان به دو گروه همجنس‌گرا و دگرجنس‌گرا تقسیم کرد. نمی‌توان دنیا را به دو گروه جدا از هم تقسیم کرد جهان زنده مانند یک زنجیر است و هر فرد مانند حلقه‌ای در آن است
وی همچنین در کتاب رفتار جنسی در زنان می‌گوید:
این از ویژگی‌های مغز انسان است که سعی می‌کند پدیده‌های اطراف خود را به دو بخش تقسیم کند مانند  رفتار جنسی عادی است یا عادی نیست، جامعه می‌پذیرد یا نمی‌پذیرد، دگرجنس‌گرا یا همجنس‌گرا و غیره. بسیاری از مردم نمی‌خواهند بپذیرند بین دو پدیده همیشه یک درجه بندی وجود دارد

## مقیاس
| شاخص | توضیح                                               |
| ---- | --------------------------------------------------- |
| ۰    | منحصراً دگرجنس گرا است و به هیچ عنوان همجنس گرا نیست |
| ۱    | غالباً دگرجنس گرا و به صورت ضمنی همجنسگرا است        |
| ۲    | غالباً دگرجنس گرا و کمی همجنس گرا است                |
| ۳    | هم دگرجنس گرا و هم همجنس گرا است (دوجنس‌گرا کامل)    |
| ۴    | غالباً همجنس گرا و کمی دگرجنس گرا است                |
| ۵    | غالباً همجنس گرا و به صورت ضمنی دگرجنس گرا است       |
| ۶    | منحصراً همجنس گرا است و به هیچ عنوان دگرجنس گرا نیست |
| X    | بی جنسی                                             |